# Amanda Hendrix
Amanda R. Hendrix (New York, 21 maggio 1968) è un'astronoma statunitense,  nota per i suoi studi pionieristici sui corpi del sistema solare a lunghezze d'onda ultraviolette.
Scienziata senior presso il Planetary Science Institute, i suoi interessi di ricerca includono la composizione della superficie della luna e degli asteroidi, gli effetti dell'erosione spaziale e i prodotti delle radiazioni. Co-ricercatrice dello strumento UVIS di Cassini, e ricercatrice principale  dei programmi di osservazione del telescopio spaziale Hubble, a partire dal 2019 è anche co-responsabile del NASA Roadmaps to Oceans World Group.
Nel 2018, l'asteroide 6813 Amandahendrix è stato chiamato così in suo onore.

## Biografia
Amanda Hendrix ha studiato ingegneria aeronautica presso la California Polytechnic State University (San Luis Obispo), dove ha completato un corso di laurea. Ha poi conseguito un master in ingegneria aerospaziale presso l'Università del Colorado a Boulder. Qui ha presentato la sua tesi di dottorato presso l'Istituto di Fisica dell'Atmosfera e dello Spazio (LASP). Dopo una posizione post-dottorato presso il LASP, Hendrix ha lavorato per dodici anni presso il Jet Propulsion Laboratory nel gruppo di ricerca per comete, asteroidi e lune prima di trasferirsi al Planetary Science Institute (PSI) nel 2012. Qui è una scienziata senior presso il sito di Niwot in Colorado.
Come scienziata, Hendrix è coinvolta nell'indagine spettroscopica UV delle superfici planetarie, tra cui lune ghiacciate, asteroidi, la luna terrestre, Marte, Giove e le sue lune. Studia le proprietà superficiali, i processi di alterazione e i prodotti delle radiazioni.
La ricerca di Hendrix si basa, tra l'altro, sulle misure delle sonde spaziali Cassini (strumento UVIS / Ultraviolet Imaging Spectrograph) e del Lunar Reconnaissance Orbiter nonché del telescopio spaziale Hubble. È stata vice project scientist della missione Cassini-Huygens, un progetto di ricerca congiunto tra la NASA, l'Agenzia Spaziale Europea (ESA) e l'Agenzia Spaziale Italiana (ASI). È stata anche coinvolta in vari studi missionari.
Oltre al suo lavoro di ricerca, Hendrix ama condividere il suo amore per la ricerca planetaria con il pubblico e tenere conferenze. Ha anche insegnato presso la California Polytechnic University di Pomona, Mt. al San Antonio College di Walnut, in California, e all'Università del Colorado Boulder.
Nel 1999, Hendrix fece domanda alla NASA come astronauta e riuscì a raggiungere il round di 120 su un totale di 3000 domande.

## Premi e riconoscimenti
- Insignita del Lew Allen Award for Excellence dal Jet Propulsion Laboratory nel 2006 per i suoi risultati scientifici.